# Modèle Thomas-Fermi
Le modèle de Thomas–Fermi (TF), nommé d'après Llewellyn Thomas et Enrico Fermi, est une théorie de la mécanique quantique pour l'étude des systèmes à N corps, développée de manière semi-classique peu après l'introduction de l'équation de Schrödinger. Elle se distingue de la théorie de la fonction d'onde, car elle est formulée uniquement en termes de densité électronique ; en tant que telle, elle est considérée comme un précurseur de la théorie fonctionnelle de la densité moderne.
L'utilisation de ce modèle pour des systèmes réels donne des prédictions quantitatives très approximatives, car il ne reproduit pas certaines caractéristiques quantiques de la densité, telles que la structure en couches dans les atomes et les oscillations de Friedel dans les solides. Le modèle de Thomas-Fermi a cependant trouvé des applications modernes dans de nombreux domaines, grâce à sa capacité à extraire de manière analytique les tendances qualitatives et à la facilité avec laquelle il peut être résolu. L'expression de l'énergie cinétique dans la théorie de Thomas-Fermi est également utilisée dans la théorie fonctionnelle moderne de la densité sans orbite, comme élément de base dans une approximation plus sophistiquée.
Travaillant indépendamment, Thomas et Fermi ont utilisé ce modèle statistique en 1927 pour calculer approximativement la distribution des électrons dans un atome. Bien que les électrons soient distribués de manière non uniforme, on suppose que dans chaque petit élément de volume ΔV, les électrons sont distribués uniformément avec une densité  électronique {\displaystyle n(\mathbf {r} )}, qui est locale car elle peut varier d'un élément de volume à l'autre.
Le modèle développé pour l'étude des atomes a été étendu à l'étude des propriétés d'autres systèmes de fermions, comme les  noyaux atomiques, les molécules ou les solides.

## Bases théoriques du modèle

### Énergie cinétique
On considère un petit élément de volume ΔV d'un atome (ou tout système de fermions) dans son état fondamental ; tous les états permis pour la quantité de mouvement (ou impulsion) sont remplis jusqu'au niveau de Fermi, soit la quantité de mouvement de Fermi p F ; le volume  sphérique V F des états occupés dans l'espace des impulsions est donc,
{\displaystyle V_{\rm {F}}={\frac {4}{3}}\pi p_{\rm {F}}^{3}(\mathbf {r} )}
où {\displaystyle \mathbf {r} } est le vecteur position d'un point dans ΔV.
Le volume d'espace de phase correspondant est le produit des volumes dans l'espace des positions et dans l'espace des impulsions : 
{\displaystyle \Delta V_{\rm {ph}}=V_{\rm {F}}\ \Delta V={\frac {4}{3}}\pi p_{\rm {F}}^{3}(\mathbf {r} )\ \Delta V.}
Le principe de Pauli implique que la densité maximale d'électrons (ou fermions) dans l'espace des phases est de deux par h3 (2 états de spin possibles), où h est la constante de Planck. Le nombre d'électrons dans ΔVph est
{\displaystyle \Delta N_{\rm {ph}}={\frac {2}{h^{3}}}\ \Delta V_{\rm {ph}}={\frac {8\pi }{3h^{3}}}p_{\rm {F}}^{3}(\mathbf {r} )\ \Delta V.}
Ce qui permet de déterminer la densité numérique d'électrons {\displaystyle n(\mathbf {r} )} dans ΔV
{\displaystyle \Delta N=n(\mathbf {r} )\ \Delta V}
En posant que le nombre des électrons dans ΔV est celui dans ΔVph, on obtient 
{\displaystyle n(\mathbf {r} )={\frac {8\pi }{3h^{3}}}p_{\rm {F}}^{3}(\mathbf {r} ).}
Dans l'intervalle p et p+dp de la quantité de mouvement, la densité numérique d'électrons au point  {\displaystyle \mathbf {r} } est,
{\displaystyle {\begin{aligned}F_{\mathbf {r} }(p)dp&={\frac {4\pi p^{2}dp}{{\frac {4}{3}}\pi p_{\mathrm {F} }^{3}(\mathbf {r} )}}\qquad \qquad p\leq p_{\rm {F}}(\mathbf {r} )\\&=0\qquad \qquad \qquad \quad {\text{pour les autres valeurs de }}p\\\end{aligned}}}
En utilisant l'expression classique de l'énergie cinétique d'un électron de masse m e, l'énergie cinétique par unité de volume au point {\displaystyle \mathbf {r} } est,
{\displaystyle {\begin{aligned}t(\mathbf {r} )&=\int {\frac {p^{2}}{2m_{e}}}\ n(\mathbf {r} )\ F_{\mathbf {r} }(p)\ dp\\&=n(\mathbf {r} )\int _{0}^{p_{f}(\mathbf {r} )}{\frac {p^{2}}{2m_{e}}}\ \ {\frac {4\pi p^{2}}{{\frac {4}{3}}\pi p_{\rm {F}}^{3}(\mathbf {r} )}}\ dp\\&=C_{\rm {kin}}\ [n(\mathbf {r} )]^{5/3}\end{aligned}}}
où une expression précédente relative {\displaystyle n(\mathbf {r} )} pour {\displaystyle p_{\rm {F}}(\mathbf {r} )} a été utilisée et,
{\displaystyle C_{\rm {kin}}={\frac {3h^{2}}{40m_{e}}}\left({\frac {3}{\pi }}\right)^{\frac {2}{3}}.}
L'énergie cinétique totale est obtenue par intégration sur tout l'espace de {\displaystyle t({\vec {r}})}
{\displaystyle T=C_{\rm {kin}}\int [n(\mathbf {r} )]^{5/3}\ d^{3}r\ .}
Ce résultat montre que, selon le modèle Thomas-Fermi, l'énergie cinétique totale des électrons peut être exprimée seulement à partir la densité locale d'électrons {\displaystyle n(\mathbf {r} )}. Ainsi Thomas et Fermi ont pu calculer l'énergie d'un atome en utilisant cette expression, combinée aux expressions classiques des interactions noyau-électron et électron-électron (qui peuvent toutes deux également être représentées en termes de densité électronique).

### Énergies potentielles
L'énergie potentielle des électrons d'un atome, due à l'attraction électrique du noyau chargé positivement est,
{\displaystyle U_{eN}=\int n(\mathbf {r} )\ V_{N}(\mathbf {r} )\ d^{3}r\,}
où {\displaystyle V_{N}(\mathbf {r} )\,} est l'énergie potentielle d'un électron dans le champ électrique du noyau au point {\displaystyle \mathbf {r} \,}. Dans le cas d'un noyau centré en {\displaystyle \mathbf {r} =0} de charge Ze, où Z est un entier positif et e est la charge élémentaire,
{\displaystyle V_{N}(\mathbf {r} )={\frac {-Ze^{2}}{r}}.}
L'énergie potentielle des électrons due à leur répulsion électrique mutuelle est,
{\displaystyle U_{ee}={\frac {1}{2}}\ e^{2}\int {\frac {n(\mathbf {r} )\ n(\mathbf {r} \,')}{\left\vert \mathbf {r} -\mathbf {r} \,'\right\vert }}\ d^{3}r\ d^{3}r'.}
L'énergie totale des électrons est la somme de leurs énergies cinétique et potentielle,
{\displaystyle {\begin{aligned}E&=T\ +\ U_{eN}\ +\ U_{ee}\\&=C_{\rm {kin}}\int [n(\mathbf {r} )]^{5/3}\ d^{3}r\ +\int n(\mathbf {r} )\ V_{N}(\mathbf {r} )\ d^{3}r\ +\ {\frac {1}{2}}\ e^{2}\int {\frac {n(\mathbf {r} )\ n(\mathbf {r} \,')}{\left\vert \mathbf {r} -\mathbf {r} \,'\right\vert }}\ d^{3}r\ d^{3}r'\\\end{aligned}}}
Le système étant dans son état fondamental, il s'agit de trouver la densité {\displaystyle n(\mathbf {r} )} qui minimise l'énergie totale E.

## L'équation de Thomas-Fermi pour l'atome
Afin de minimiser E, tout en gardant le nombre d'électrons constant, on ajoute à l'énergie E, un terme multiplicateur de Lagrange de la forme
{\displaystyle -\mu \left(-N+\int n(\mathbf {r} )\,d^{3}r\right)} ,
En appliquant la méthode variationnelle, la valeur de {\displaystyle {\mathbf {\mu } }}  qui rend l'expression E stationnaire est :
{\displaystyle \mu ={\frac {5}{3}}C_{\rm {kin}}\,n(\mathbf {r} )^{2/3}+V_{N}(\mathbf {r} )+e^{2}\int {\frac {n(\mathbf {r} \,')}{\left\vert \mathbf {r} -\mathbf {r} \,'\right\vert }}d^{3}r',}
valable partout où {\displaystyle n(\mathbf {r} )} est non nul ,. Si nous définissons le potentiel total {\displaystyle V(\mathbf {r} )} par
{\displaystyle V(\mathbf {r} )=V_{N}(\mathbf {r} )+e^{2}\int {\frac {n(\mathbf {r} \,')}{\left\vert \mathbf {r} -\mathbf {r} \,'\right\vert }}d^{3}r',}
alors 
{\displaystyle {\begin{aligned}n(\mathbf {r} )&=\left({\frac {5}{3}}C_{\rm {kin}}\right)^{-3/2}(\mu -V(\mathbf {r} ))^{3/2},\ {\rm {si}}\qquad \mu \geq V(\mathbf {r} )\\&=0,\qquad \qquad \qquad \qquad \qquad \ {\rm {autrement.}}\end{aligned}}}
Si le noyau est supposé être une charge ponctuelle Ze à l'origine, alors {\displaystyle n(\mathbf {r} )} et {\displaystyle V(\mathbf {r} )} seront deux fonctions qui ne dépendent que de la distance radiale {\displaystyle r=\left\vert \mathbf {r} \right\vert }, et nous pouvons définir φ(r) par
{\displaystyle \mu -V(r)={\frac {Ze^{2}}{r}}\phi \left({\frac {r}{b}}\right),\qquad b={\frac {1}{4}}\left({\frac {9\pi ^{2}}{2Z}}\right)^{1/3}a_{0},}
où a 0 est le rayon de Bohr. En utilisant les équations ci-dessus avec la loi de Gauss, on peut voir que φ(r) satisfait l' équation de Thomas-Fermi 
{\displaystyle {\frac {d^{2}\phi }{dr^{2}}}={\frac {\phi ^{3/2}}{\sqrt {r}}},\qquad \phi (0)=1.}
Cette équation différentielle n'a pas de solution analytique et doit être calculée numériquement .
Si le potentiel chimique est nul, μ = 0, c'est un modèle d'atome neutre, avec un nuage de charge infini où {\displaystyle n(\mathbf {r} )} est partout non nul et la charge globale est nulle. Si  μ < 0, c'est un modèle d'ion positif, avec un nuage de charge fini et une charge globale positive ; la limite du nuage est définie par φ(r) =0. Pour μ > 0, il peut être interprété comme un modèle d'atome comprimé, de sorte que la charge négative est comprimée dans un espace plus petit ; dans ce cas l'atome a un rayon borné r tel que d φ /d r = φ / r ,.

### Imprécisions et améliorations
Bien qu'il s'agisse d'une première étape importante, la précision de l'équation de Thomas-Fermi est limitée, parce que l'expression de l'énergie cinétique est approximative et que la méthode ne traite pas de l'énergie d'échange qui résulte du principe d'exclusion de Pauli. Un terme pour l'énergie d'échange a été ajouté par Dirac en 1930.
En 1962, Edward Teller a montré que la théorie Thomas-Fermi ne peut pas décrire la liaison moléculaire - l'énergie de toute molécule calculée avec la théorie TF est supérieure à la somme des énergies des atomes constitutifs. Plus généralement, l'énergie totale d'une molécule diminue lorsque les longueurs de liaison sont uniformément augmentées,,,. Ceci peut être surmonté en améliorant l'expression de l'énergie cinétique.
Une amélioration historique notable de l'énergie cinétique du modèle de Thomas-Fermi est la correction de Weizsäcker (1935), introduite dans l'étude des noyaux atomiques :
{\displaystyle T_{\rm {W}}={\frac {1}{8}}{\frac {\hbar ^{2}}{m}}\int {\frac {|\nabla n(\mathbf {r} )|^{2}}{n(\mathbf {r} )}}d^{3}r},
qui est l'autre élément de base de la théorie fonctionnelle de la densité sans orbite. Le problème de la modélisation inexacte de l'énergie cinétique dans le modèle Thomas – Fermi, ainsi que d'autres fonctionnelles de densité sans orbite, est contourné dans la théorie fonctionnelle de la densité de Kohn – Sham avec un système fictif d'électrons sans interaction dont l'expression de l'énergie cinétique est connue.

## Modèle de Thomas-Fermi des noyaux atomiques
Le modèle a été très utilisé pour les études des propriétés moyennes des noyaux atomiques, qui sont constitués de deux ensembles finis de fermions en interaction : les neutrons uniquement soumis à l'interaction nucléaire et les protons aux interactions nucléaires et électriques.
L'approximation de Thomas-Fermi est utilisée pour calculer ou valider les différents termes des formules de masses pour l'énergie des noyaux (voir modèle de la goutte liquide).